# Emmerson Mnangagwa
Emmerson Mnangagwa (* 15. září 1942) je zimbabwský politik zastávající funkci současného zimbabwského prezidenta od 24. listopadu 2017. Byl dlouholetým spojencem svého předchůdce Roberta Mugabeho a významným členem vládnoucí strany ZANU-PF. Mnangagwa byl Prvním viceprezidentem Zimbabwe od roku 2014 do svého odvolání v listopadu 2017, které vyvolalo převrat. 21. listopadu 2017 Mugabe rezignoval na svou funkci.

## Život
Mnangagwa byl partyzánským vůdcem během občanské války v Rhodesii. Po uznání nezávislosti roku 1980 Mnangagwa zastával několik vysokých vládních pozic včetně pozice ministra vnitřní bezpečnosti. Během výkonu této funkce došlo k masakrům příslušníků etnické skupiny Ndebele. Během prezidentských voleb v roce 2008 vedl Mugabeho volební kampaň, při které násilně zastrašoval opozici, což donutilo kandidáta Hnutí pro demokracii Morgana Tsvangiraie ukončit kampaň a vyjednat s Mugabem dohodu o sdílení moci. V letech 2009 až 2013 zastával funkci ministra obrany, když se později stal ministrem spravedlnosti. Mnangagwa byl jmenován viceprezidentem v prosinci 2014 a byl považován za pravděpodobného následníka Roberta Mugabeho.
Na začátku listopadu 2017 byl z postu viceprezidenta odvolán za údajné projevy neloajality a odjel ze země. Po převzetí kontroly v zemi armádou a Mugabeho rezignaci se Mnangagwa po dvou týdnech vrátil připraven převzít prezidentský úřad. Přísahu složil 24. listopadu a slíbil, že pozvedne rozvrácenou ekonomiku a odškodní bělošské farmáře. Dále projevil záměr bojovat proti chudobě a korupci, rovněž zmínil, že bude usilovat o ukončení mezinárodní izolace země a přilákání zahraničních investic. Připustil tak určité chyby Mugabeho vlády, ale vzdal bývalému prezidentovi hold a nazval jej otcem národa. Při nástupu do funkce se také vyslovil pro uspořádání demokratických voleb v nadcházejícím roce.
Tyto volby se konaly v červenci 2018 a Mnangagwa v nich obhájil své setrvání v úřadu, když obdržel téměř 51 % hlasů. Největším soupeřem mu byl opoziční politik Nelson Chamisa, který získal 44 %. Ten se ale prohlásil za vítěze a tento výsledek označil za fiktivní a klamný. Mnangagwa zvítězil i v souběžně konaných parlamentních volbách, které vyhrála jeho strana ZANU-PF, když získala dvoutřetinovou většinu potřebnou k prosazení ústavních změn. Mnangagwa se i přes protesty v srpnu nového mandátu ujal, jeho inauguraci navštívili například Cyril Ramaphosa a Paul Kagame. Při projevu staronový prezident zopakoval předvolební sliby a navrhl nezávislé vyšetření povolebnímu zásahu armády.
23. srpna 2023 byl znovuzvolen do úřadu prezidenta se ziskem 52,6 % hlasů.